# Alosa agone
Alosa agone es una especie de pez de la familia Clupeidae en el orden de los Clupeiformes.

## Morfología
Los machos pueden alcanzar 39 cm de longitud total y 760 g de peso.

## Distribución geográfica
Se encuentra en Europa: lagos  Como,  Garda,  Orta, lago Magiore, lago Lugano y lago Iseo (norte de Italia y Suiza). Ha sido introducido en los lagos lago Bolsena, lago Bracciano y lago Vico (Italia central).